# Aux-Aussat
Aux-Aussat ist eine französische Gemeinde mit 272 Einwohnern (Stand 1. Januar 2022) im Département Gers in der Region Okzitanien. Sie gehört zum Kanton Mirande-Astarac und zum Arrondissement Mirande.
Nachbargemeinden sind Monpardiac im Nordwesten, Tillac im Norden, Miélan im Osten, Laguian-Mazous im Süden und Troncens im Westen.

## Bevölkerungsentwicklung

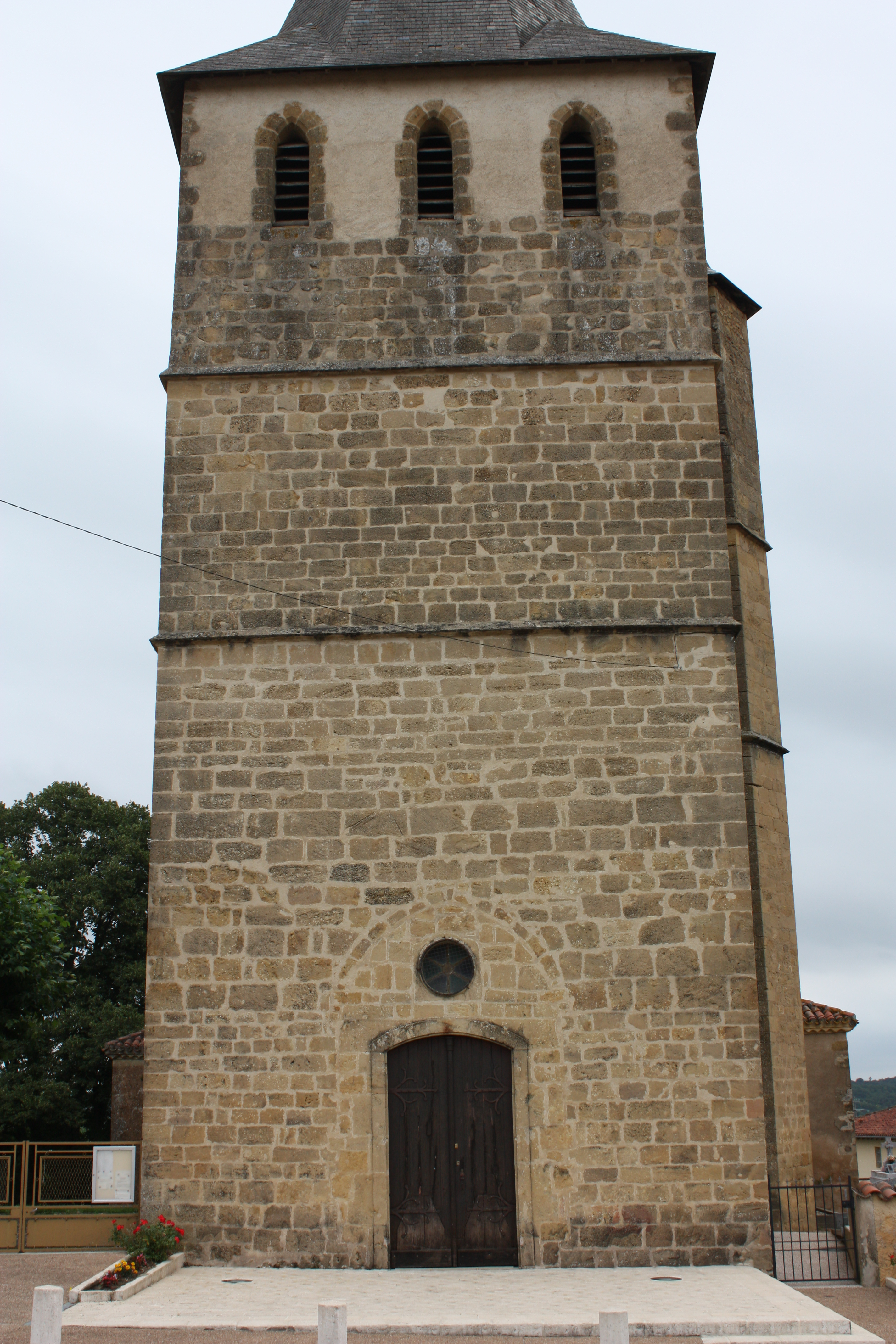
Kirche Saint-Jacques in Aux

| Jahr                       | 1962 | 1968 | 1975 | 1982 | 1990 | 1999 | 2008 | 2016 |
| -------------------------- | ---- | ---- | ---- | ---- | ---- | ---- | ---- | ---- |
| Einwohner                  | 277  | 297  | 245  | 228  | 201  | 201  | 251  | 271  |
| Quellen: Cassini und INSEE |      |      |      |      |      |      |      |      |